# Liste der Biografien/Moe
Liste der Biografien |
Portal Biografien |
Personensuche
# |
A |
B |
C |
D |
E |
F |
G |
H |
I |
J |
K |
L |
M |
N |
O |
P |
Q |
R |
S |
T |
U |
V |
W |
X |
Y |
Z |
?
 
Ma |
Mb |
Mc |
Md |
Me |
Mf |
Mg |
Mh |
Mi |
Mj |
Mk |
Ml |
Mm |
Mn |
Mo |
Mp |
Mq |
Mr |
Ms |
Mt |
Mu |
Mv |
Mw |
Mx |
My |
Mz
 
Moa |
Mob |
Moc |
Mod |
Moe |
Mof |
Mog |
Moh |
Moi |
Moj |
Mok |
Mol |
Mom |
Mon |
Moo |
Mop |
Moq |
Mor |
Mos |
Mot |
Mou |
Mov |
Mow |
Mox |
Moy |
Moz
Die Liste der Biografien führt alle Personen auf, die in der deutschsprachigen Wikipedia einen Artikel haben. Dieses ist eine Teilliste mit 262 Einträgen von Personen, deren Namen mit den Buchstaben „Moe“ beginnt.

## Moe
- Moe Berg, Håkon (* 2006), norwegischer Leichtathlet
- Moe, Andreas (* 1988), schwedischer Sänger, Songwriter, Produzent und Multi-Instrumentalist
- Moe, Bente (* 1960), norwegische Marathonläuferin
- Moe, Erling (* 1970), norwegischer Fußballtrainer
- Moe, Jørgen (1813–1882), norwegischer Schriftsteller und Bischof von Agder
- Moe, Karen (* 1952), US-amerikanische Schwimmerin
- Moe, King (* 2002), amerikanisch-samoanischer Fußballspieler
- Moe, Knut (* 1983), norwegischer Skeletonsportler
- Moe, Margot (1899–1988), norwegische Eiskunstläuferin
- Moe, Michael K. (* 1937), US-amerikanischer Physiker
- Moe, Moltke (1859–1913), norwegischer Volkskundler
- Moe, Ola Borten (* 1976), norwegischer Politiker (Senterpartiet), Mitglied des Storting
- Moe, Ole Jørgen (* 1974), norwegischer Multiinstrumentalist
- Moe, Per Ivar (* 1944), norwegischer Eisschnellläufer
- Moe, Sharon (1942–2025), US-amerikanische Musikerin (Horn) und Komponistin
- Moe, Tarjei Sandvik (* 1999), norwegischer Schauspieler
- Moe, Tommy (* 1970), US-amerikanischer Skirennläufer
- Moe, Torgils (1929–2015), norwegischer Schauspieler, Sänger und Pianist
- Moe, Yngve (1957–2013), norwegischer Bassist und Musiker

### Moea
- Moeaki, Folio (* 1982), tongaischer Fußballschiedsrichterassistent

### Moeb
- Moebis, Hans Joachim (1908–1935), deutscher Schauspieler
- Moebius, Bernhard (1851–1898), deutscher Metallurg und Erfinder
- Moebius, Dieter (1944–2015), deutsch-schweizerischer MusikerDieter Moebius (1944–2015)

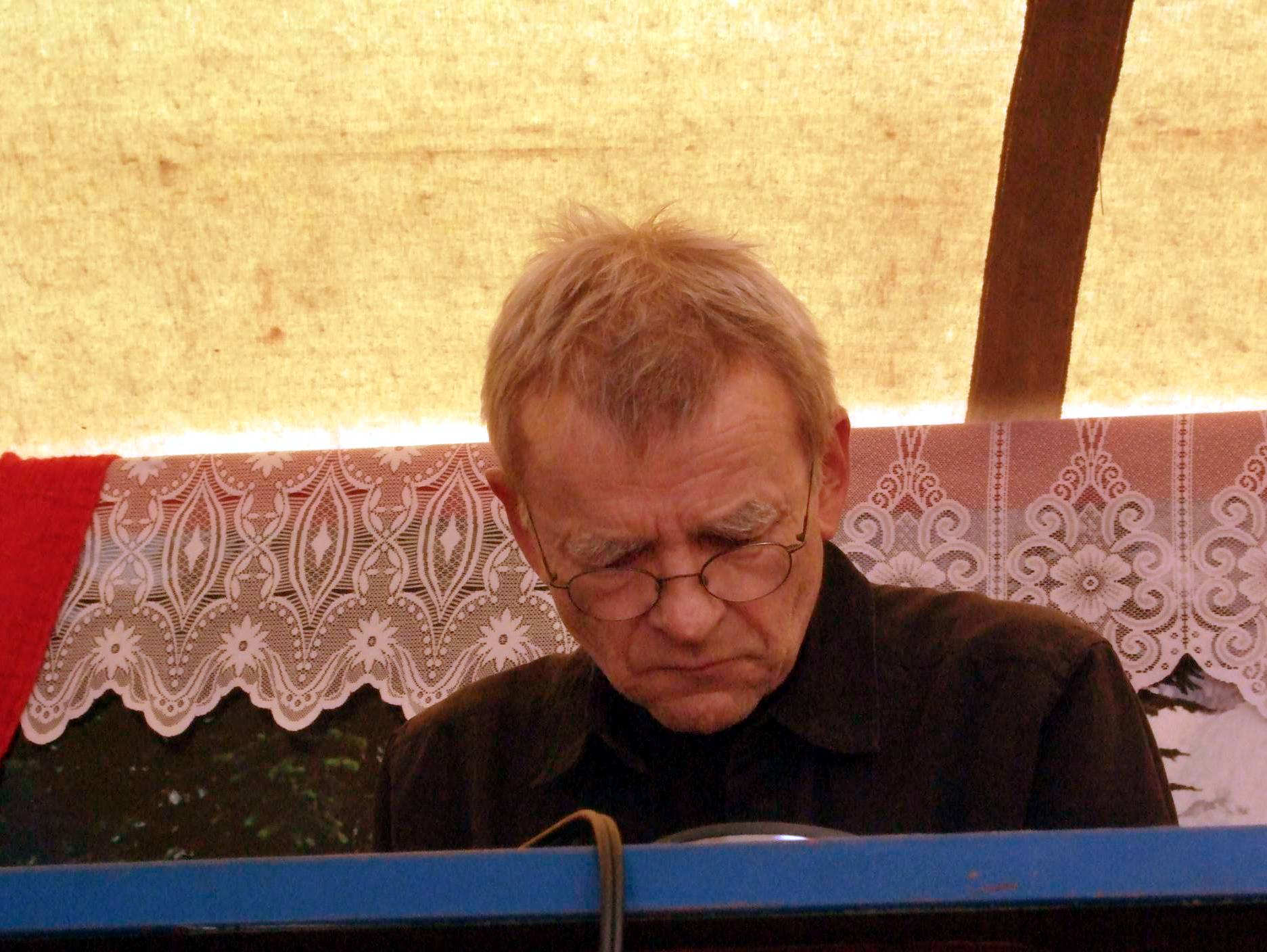
Dieter Moebius (1944–2015)

- Moebius, Ernst-Wolfgang (1920–2013), deutscher Allgemeinmediziner und ADAC-Vorsitzender
- Moebius, Mark (* 1973), deutscher Komponist
- Moebius, Roland (1929–2020), österreichischer Architekt
- Moebius, Rolf (1915–2004), deutscher Schauspieler
- Moebius, Stephan (* 1973), deutscher Soziologe und Kulturwissenschaftler
- Moebus, Hans (1902–1976), deutschamerikanischer Schauspieler
- Moebus, Joachim (1928–2001), deutscher Soziologe und Ethnologe
- Moebus, Otto (1891–1970), Landtagsabgeordneter Volksstaat Hessen
- Moebus, Susanne, deutsche Biologin, Epidemiologin und Hochschullehrerin
- Moebus-Puck, Julia (* 1985), KunstwissenschaftlerinJulia Moebus-Puck (* 1985)

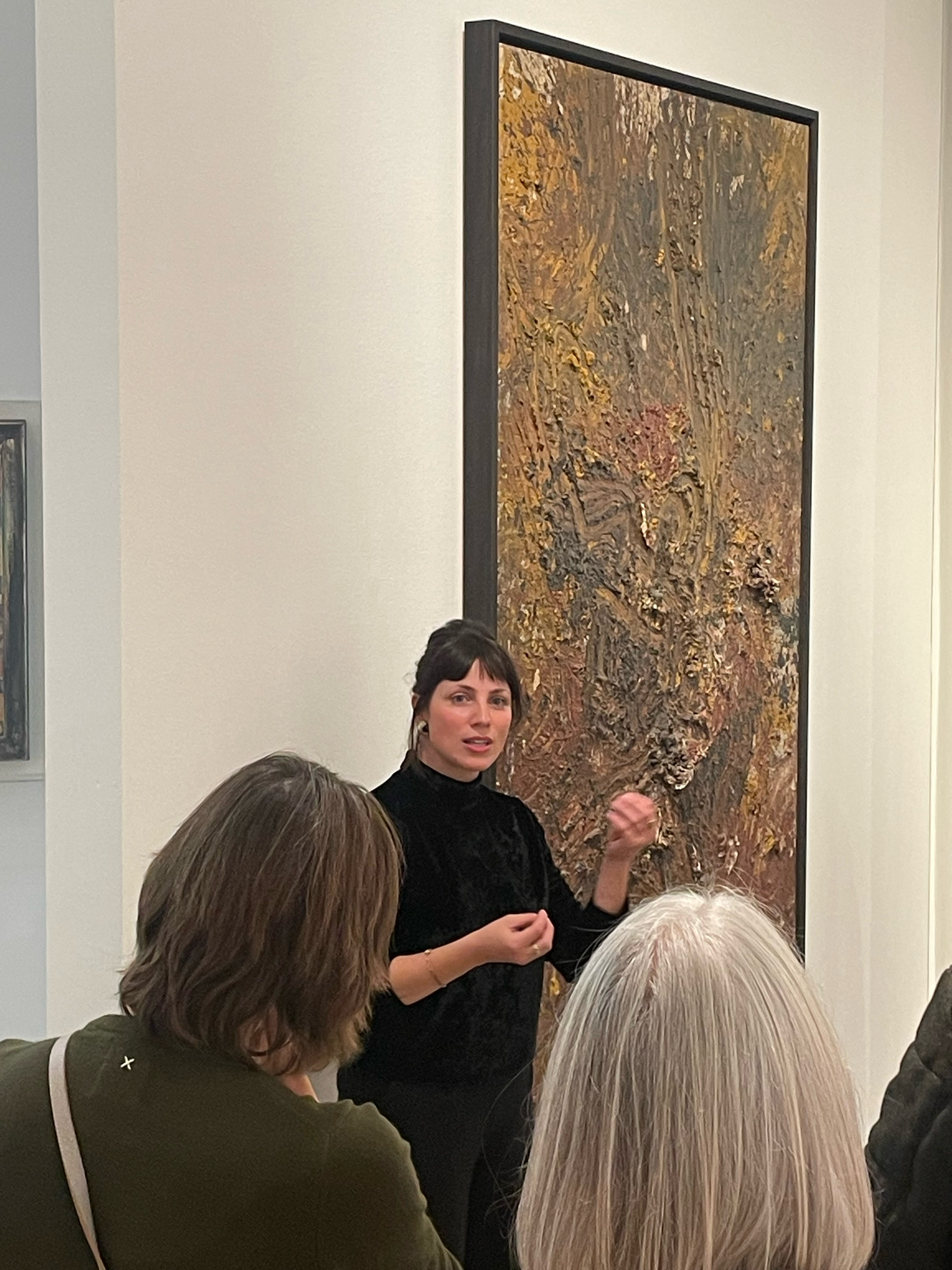
Julia Moebus-Puck (* 1985)

### Moec
- Moeck, Eckard (1934–2018), deutscher Schiffsingenieur und Professor für Schiffsmaschinenanlagen
- Moeck, Hermann (1896–1982), deutscher Verleger
- Moeck, Hermann Alexander (1922–2010), deutscher Musikwissenschaftler und Verleger
- Moeck, Tobias (* 1984), deutscher Hörfunk-Nachrichtensprecher und Moderator, Journalist und Historiker
- Moeck, Wilhelm (1880–1954), deutscher Fotograf
- Moeck, Willi, deutscher Fußballspieler
- Moecke, Heinzpeter (1952–2015), deutscher Mediziner
- Moeckel, Hans (1923–1983), Schweizer Komponist und Dirigent
- Moeckel, Thomas (* 1950), Schweizer Jazzmusiker
- Moeckli, Daniel (* 1970), Schweizer Rechtswissenschaftler
- Moeckli, Georges (1889–1974), Schweizer Politiker
- Moeckli, Silvano (* 1950), Schweizer Politikwissenschaftler

### Moed
- Moed Kass, Pnina (* 1938), belgisch-amerikanisch-israelische Schriftstellerin
- Moed, Henk F. (1951–2021), niederländischer Informationswissenschaftler
- Moedas, Carlos (* 1970), portugiesischer Politiker (PSD)Carlos Moedas (* 1970)

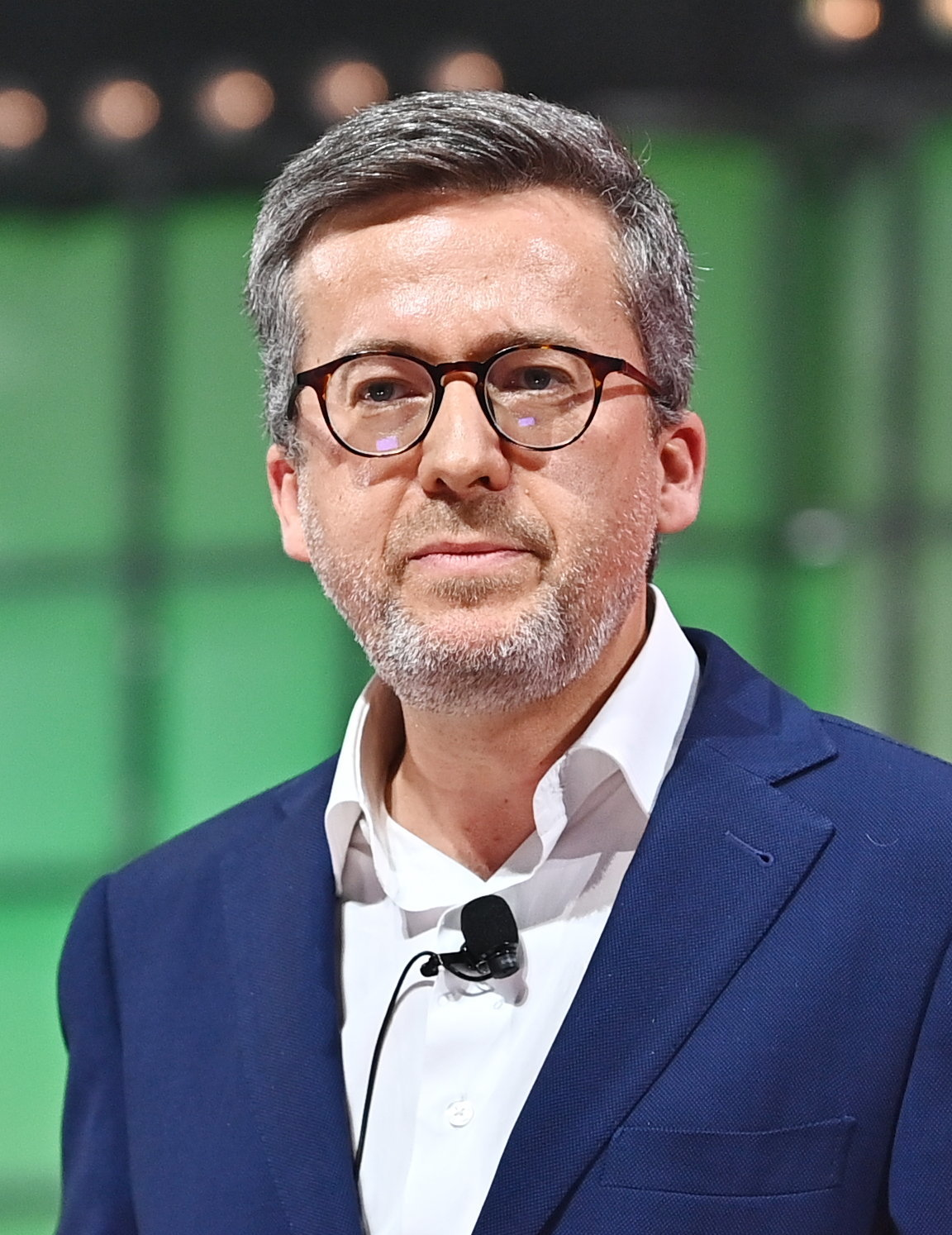
Carlos Moedas (* 1970)

- Moeddel, Carl Kevin (1937–2009), US-amerikanischer Geistlicher, Weihbischof in Cincinnati
- Moede, Hartmut (* 1944), deutscher Offizier
- Moede, Thomas (* 1977), deutscher Leichtathlet
- Moede, Walther (1888–1958), deutscher Arbeitspsychologe und Hochschullehrer
- Moedebeck, Hermann (1857–1910), deutscher Offizier, Luftfahrt-Publizist
- Moeder, Friedrich Christian, sachsen-weimarischer Bauinspektor und Architekt
- Moedomo, Soedigdomarto (1927–2005), indonesischer Mathematiker

### Moeg
- Moegelin, Gernot (* 1943), deutscher Immobilien-Unternehmer und Kunstförderer
- Moeglé, Jean (1853–1938), Schweizer Fotograf
- Moegle, Willi (1897–1989), deutscher Sach- und Werbefotograf
- Moeglich, Fritz (* 1907), deutscher Schriftsteller und Übersetzer
- Moeglin, Jean-Marie (* 1955), französischer Historiker
- Moegling, Klaus (* 1952), deutscher Lehrer, Politikdidaktiker sowie Sportwissenschaftler

### Moeh
- Moehle, Karl-Heinz (1910–1996), deutscher Offizier, zuletzt Korvettenkapitän
- Moehrig, Trevon (* 1999), US-amerikanischer American-Football-Spieler
- Moehring, Gerhard (1921–2023), deutscher Lehrer und Autor länderübergreifender Literatur am Oberrhein
- Moehring, Markus (* 1958), deutscher Historiker und Museumsleiter
- Moehringer, J. R. (* 1964), US-amerikanischer Journalist und Autor
- Moehrke, Una H. (* 1953), deutsche Malerin, Performancekünstlerin, Kunsthistorikerin und Hochschullehrerin
- Moehrs, Walter (1886–1978), deutscher Jurist
- Moehsen, Johann Carl Wilhelm (1722–1795), deutscher Arzt, Leibarzt von Friedrich II.
- Moehsnang, Egbert (1927–2017), Schweizer Maler und Kupferstecher

### Moei
- Moein (* 1951), iranischer SängerMoein (* 1951)

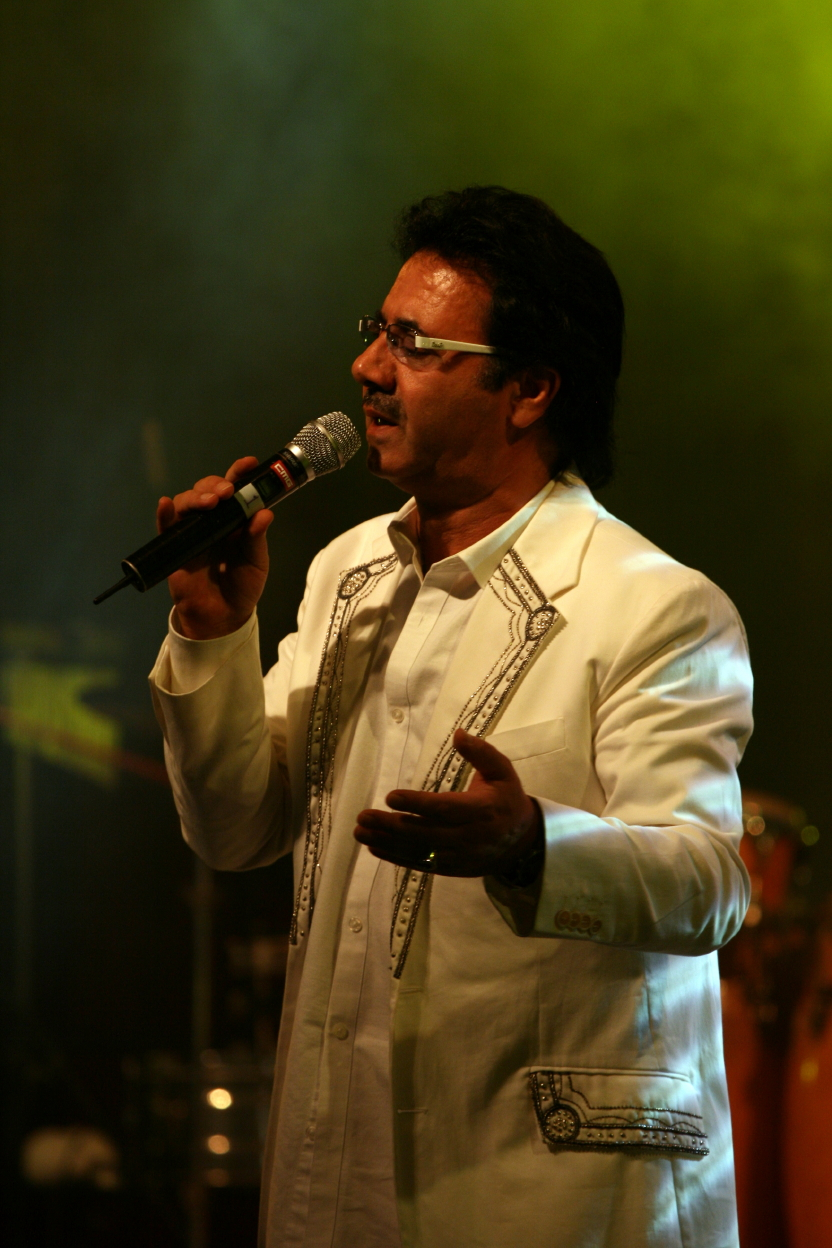
Moein (* 1951)

- Moein, Ahmed (* 1995), katarischer Fußballspieler

### Moek
- Moek, Lutz (1932–2009), deutscher Generalleutnant der Bundeswehr
- Moeketsi, Kippie (1925–1983), südafrikanischer Jazzmusiker

### Moel
- Moeli, Carl (1849–1919), deutscher Psychiater und Neurologe
- Moeli, Ludwig (1817–1894), deutscher Reichsgerichtsrat
- Moeliono, Anton (1929–2011), indonesischer Sprachwissenschaftler
- Moell, Lisa (* 2005), deutsche Schauspielerin
- Moellendorf, Darrel, Klimaphilosoph
- Moellendorff, Else von (1912–1982), deutsche SchauspielerinElse von Moellendorff (1912–1982)

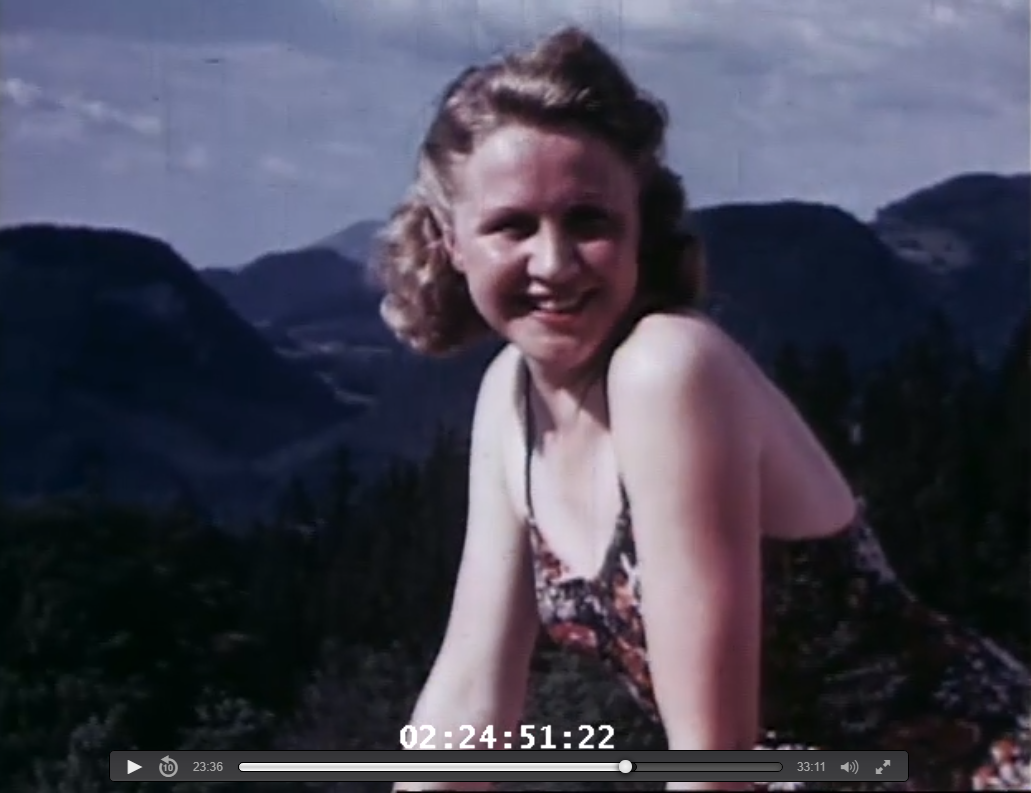
Else von Moellendorff (1912–1982)

- Moellendorff, Otto Franz von (1848–1903), deutscher Chemiker und Zoologe
- Moellendorff, Wichard von (1881–1937), deutscher Ingenieur und Wirtschaftspolitiker
- Moeller Freile, Werner, ecuadorianischer Diplomat
- Moeller van den Bruck, Arthur (1876–1925), deutscher Kulturhistoriker und Schriftsteller
- Moeller, August (1822–1882), deutscher Politiker (NLP), Bürgermeister und MdR
- Moeller, Bernd (1931–2020), deutscher evangelischer Theologe und Kirchenhistoriker
- Moeller, Bruno (1875–1952), deutscher Reichsbahnbeamter
- Moeller, Bruno (1887–1964), deutscher Politiker (DRP), MdL
- Moeller, Carl (1867–1920), deutscher evangelisch-lutherischer Pfarrer in Stockhausen und Heimatforscher
- Moeller, Charles (1912–1986), belgischer katholischer Theologe
- Moeller, Curt (1910–1965), deutscher Arzt, Pionier der Dialyse
- Moeller, Dennis (* 1950), US-amerikanischer Elektroingenieur
- Moeller, Edmund (1885–1958), deutscher Bildhauer
- Moeller, Eduard von (1814–1880), preußischer Politiker und Beamter, Regierungspräsident in Köln und Kassel
- Moeller, Erica von (* 1968), deutsche Regisseurin, Drehbuchautorin und Hochschuldozentin
- Moeller, Ernst (1858–1936), deutscher Architekt und preußischer Baubeamter
- Moeller, Erwin (1883–1966), deutscher Verwaltungsjurist und Bürgermeister
- Moeller, Felix (* 1965), deutscher Historiker, Schauspieler, Filmregisseur und Filmproduzent
- Moeller, Franz (1897–1970), deutscher Elektrotechniker
- Moeller, Friedwald (1894–1964), deutscher Offizier, Kirchenhistoriker und Genealoge Ostpreußens
- Moeller, Hein (1882–1963), deutscher Ingenieur
- Moeller, Henry (1849–1925), US-amerikanischer römisch-katholischer Geistlicher
- Moeller, Hero (1892–1974), deutscher Wirtschaftswissenschaftler
- Moeller, Josef (1848–1924), österreichischer Mediziner, Pharmakognost und Ordinarius
- Moeller, Karl-Heinz (1950–2020), deutscher Maler
- Moeller, Katrin (* 1967), deutsche Historikerin
- Moeller, Magdalena M. (* 1952), deutsche Kunsthistorikerin
- Moeller, Malwine (1924–2019), deutsche Opernsängerin und Schauspielerin
- Moeller, Mareile (* 1978), deutsche Schauspielerin und Synchronsprecherin
- Moeller, Michael Lukas (1937–2002), deutscher Psychotherapeut, Hochschullehrer und Sachbuchautor
- Moeller, Paul (* 1855), deutscher Bauingenieur und Baubeamter der Kaiserlichen Marine
- Moeller, Ralf (* 1959), deutsch-amerikanischer Bodybuilder und SchauspielerRalf Moeller (* 1959)

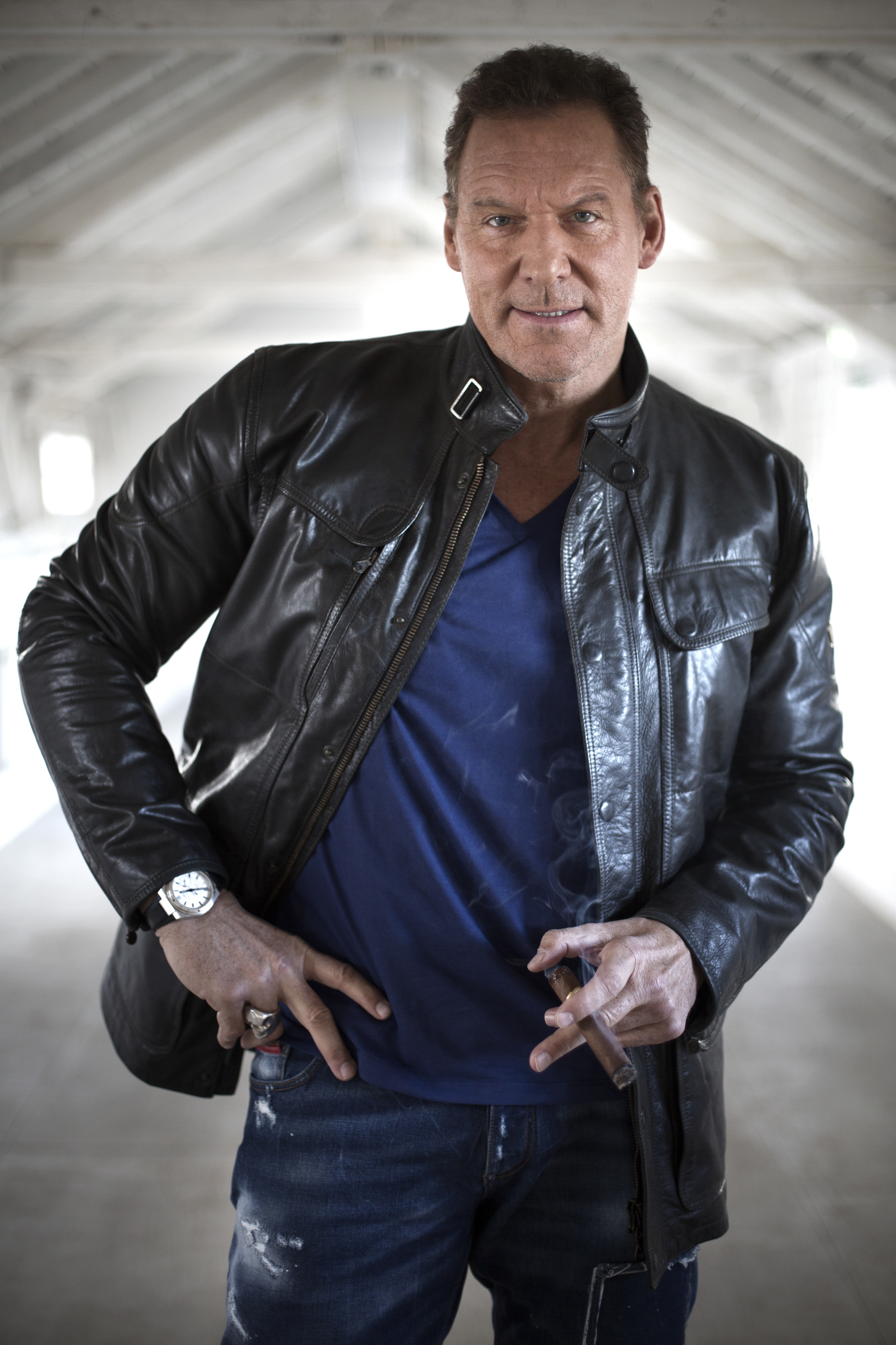
Ralf Moeller (* 1959)

- Moeller, Richard (1890–1945), deutscher Historiker, Lehrer, Politiker (DDP) und Autor
- Moeller, Robert T. (1951–2011), US-amerikanischer Vice Admiral; stellvertretender Kommandeur für Militäroperationen des "US Africa Command"
- Moeller, Sanford A. (1879–1961), US-amerikanischer Schlagzeuger, Musikpädagoge und Autor
- Moeller, Walter H. (1910–1999), US-amerikanischer Politiker
- Moeller-Lilienstern, Oskar von (1847–1898), Landrat des Kreises Beckum
- Moeller-Schlünz, Fritz (1900–1990), deutscher Maler und Sänger (Bariton)
- Moellering, Robert C. (1936–2014), US-amerikanischer Mediziner
- Moellers, Michael (* 1967), deutscher Kinderbuchautor und Illustrator
- Moellhausen, Nathalie (* 1985), brasilianisch-italienische Degenfechterin

### Moen
- Moen, Alfred M. (1917–2001), US-amerikanischer Erfinder des Einhebelmischers
- Moen, Anders (1887–1966), norwegischer Turner
- Moen, Anita (* 1967), norwegische Skilangläuferin
- Moen, Geir (* 1969), norwegischer Leichtathlet
- Moen, Kjetil (* 1976), norwegischer Skispringer
- Moen, Lars (1885–1964), norwegischer Politiker
- Moen, Petter (1901–1944), norwegischer Journalist im Widerstand gegen die deutsche Besatzung
- Moen, Petter Vaagan (* 1984), norwegischer Fußballspieler
- Moen, Sigurd (1897–1967), norwegischer Eisschnellläufer
- Moen, Sondre Nordstad (* 1991), norwegischer Langstreckenläufer
- Moen, Svein Oddvar (* 1979), norwegischer Fußballschiedsrichter
- Moen, Travis (* 1982), kanadischer Eishockeyspieler
- Moench, Carl Richard (1850–1921), deutsch-amerikanischer Philologe und Hochschullehrer
- Moench, Conrad (1744–1805), deutscher Pharmazeut, Chemiker und Botaniker
- Moench, Doug (* 1948), US-amerikanischer Comicautor
- Moench, Skye (* 1988), US-amerikanische Triathletin
- Moenikes, Ansgar (* 1959), deutscher römisch-katholischer Exeget des Alten Testaments
- Moenikes, Nicole (* 1969), deutsche Kommunalpolitikerin (CDU) und Bürgermeisterin von Waltrop
- Moenius, Georg (1890–1953), deutscher Priester, Schriftsteller und Vertreter der Friedensbewegung
- Moenne-Loccoz, Nelly (* 1990), französische Snowboarderin
- Moennich, Georg Larisch von (1855–1928), schlesischer Graf, Ehemann der Marie Louise von Larisch-Wallersee
- Moennich, Paul (1855–1943), deutscher Physiker, Maler und Fotograf
- Moennig, Katherine (* 1977), US-amerikanische SchauspielerinKatherine Moennig (* 1977)

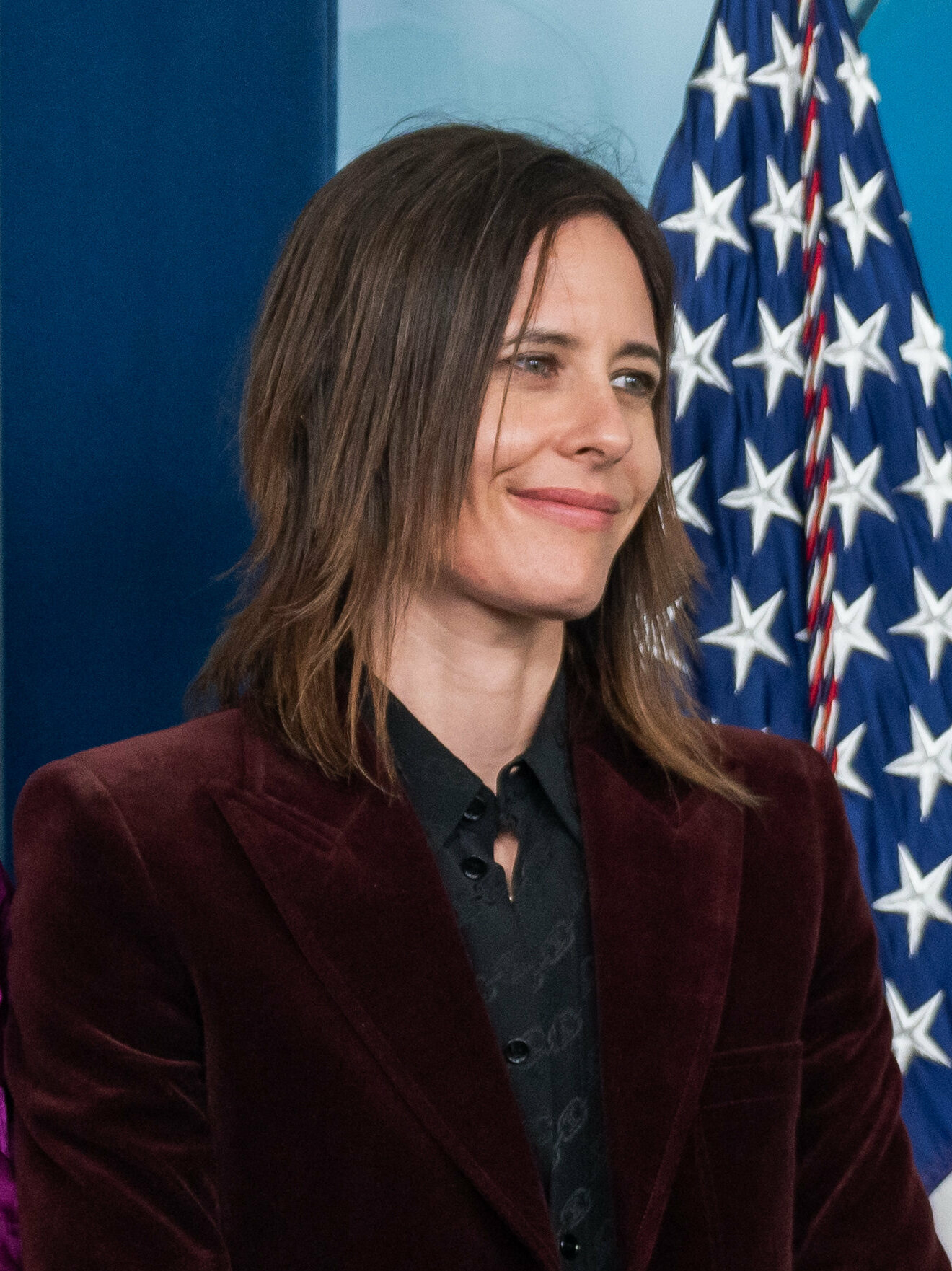
Katherine Moennig (* 1977)

- Moennig, Ulrich (* 1961), deutscher Byzantinist und Neogräzist
- Moens de Fernig, Georges (1899–1978), belgischer Manager und Minister für Außenhandel (1948–1949)
- Moens, Herman (* 1943), belgischer Badmintonspieler
- Moens, Hilde, belgische Snookerschiedsrichterin
- Moens, Jean-Baptiste (1833–1908), belgischer Briefmarkenhändler
- Moens, Marcel (* 1892), belgischer Eisschnellläufer
- Moens, Oscar (* 1973), niederländischer Fußballtorhüter
- Moens, Petronella (1762–1843), niederländische Autorin und Dichterin
- Moens, Roger (* 1930), belgischer Mittelstreckenläufer und Sprinter
- Moens, Wies (1898–1982), flämischer Schriftsteller
- Moens-Haenen, Greta (* 1953), belgische Musikwissenschaftlerin

### Moer
- Moer, Paul (1916–2010), US-amerikanischer Jazzpianist
- Moeran, Ernest John (1894–1950), englischer Komponist
- Moerane, Michael Mosoeu (1909–1981), südafrikanischer Komponist und Chorleiter
- Moerat, Salmaan (* 1998), südafrikanischer Rugby-Spieler
- Moerchel, Siegfried (1918–2002), deutscher Arzt und Politiker (CDU), MdB
- Moerdani, Leonardus Benyamin (1932–2004), indonesischer Politiker und Armeechef
- Moerdes, Emma (1865–1898), deutsche Opernsängerin (Sopran)
- Moerdijk, Ieke (* 1958), niederländischer Mathematiker
- Moerenhout, Henri (1893–1987), belgischer Radrennfahrer
- Moerenhout, Jacques-Antoine (1796–1879), belgischer Kaufmann, Abenteurer, Diplomat und Reiseschriftsteller
- Moerenhout, Jef (1910–1966), belgischer Radrennfahrer
- Moerenhout, Jos (1909–1985), belgischer Komponist und Dirigent
- Moerenhout, Koos (* 1973), niederländischer Radrennfahrer
- Moericke, Dagobert (1885–1961), deutscher Jurist und Politiker
- Moericke, Franz (1885–1956), deutscher Handwerker, Widerstandskämpfer gegen den Nationalsozialismus und Politiker (KPD, SED), MdR, MdV
- Moericke, Otto (1880–1965), deutscher Politiker, Oberbürgermeister von Konstanz (1919–1933)
- Moericke, Volker (1913–1981), deutscher Entomologe und Hochschullehrer
- Moering, Christa (1916–2013), deutsche Malerin und Galeristin
- Moering, Diemar (1902–1944), deutscher Schriftsteller und Lyriker
- Moering, Ernst (1886–1973), deutscher evangelischer Theologe und Geistlicher (Superintendent und Pfarrer) sowie Bibliothekar
- Moering, Karl (1810–1870), österreichischer Offizier und Politiker
- Moering, Klaus-Andreas (1915–1945), deutscher Maler
- Moerlen, Patrick (* 1955), Schweizer Radrennfahrer
- Moerlen, Pierre (1952–2005), französischer Schlagzeuger und Komponist
- Moerloos, Nicolaas (1900–1944), belgischer Turner und Gewichtheber
- Moerman, Adrien (* 1988), französischer Basketballspieler
- Moerman, Cornelis (1893–1988), niederländischer Heilpraktiker
- Moerman, Francis-Alfred (1936–2010), belgisch-französischer Jazzgitarrist des Gypsy-Jazz
- Moerman, Jan (1850–1896), niederländischer Maler
- Moerman, Joséphine Rebecca (* 1958), belgische Politikerin und Richterin
- Moernaut, Jean (1883–1944), belgischer römisch-katholischer Geistlicher und Märtyrer
- Moerner, Gerhard (1894–1917), deutscher Autor und Lyriker
- Moerner, William (* 1953), US-amerikanischer Physiker und Chemiker
- Moers, Carl von (1871–1957), deutscher Vielseitigkeitsreiter
- Moers, Christoph von († 1566), Graf von Moers-Saarwerden, Rat des Herzogtums Geldern
- Moers, Emmerich von (1825–1889), deutscher Verwaltungsjurist und Kommunalbeamter in der Bayerischen Pfalz
- Moers, Gerald (* 1967), deutscher Ägyptologe und Koptologe
- Moers, Hermann (* 1930), deutscher Schriftsteller
- Moers, Joist († 1625), hessischer Kartograf
- Moers, Martha (1877–1966), deutsche Psychologin
- Moers, Peter (* 1962), deutscher Filmemacher
- Moers, Tobias (* 1966), deutscher Manager und Geschäftsführer
- Moers, Walter (* 1957), deutscher Comic-Zeichner und Kinderbuchautor
- Moersch, Karl (1926–2017), deutscher Politiker (FDP, DVP), MdB, Journalist und Sachbuchautor
- Moerschel, Blanche (1915–2004), US-amerikanische Komponistin, Organistin, Pianistin und Musikpädagogin
- Moerstedt, Max (* 2006), deutscher Fußballspieler

### Moes
- Moes, André (1930–2019), luxemburgischer Radrennfahrer
- Moes, Christoph (* 1973), deutscher Notar und Honorarprofessor für Privatrecht an der Universität Augsburg
- Moes, Ernst Wilhelm (1864–1912), niederländischer Kunsthistoriker
- Moes, Freeke (* 1998), niederländische Hockeyspielerin
- Moes, Friedrich Karl (1808–1863), Unternehmer in Kongresspolen
- Moes, Hans Günter (1886–1966), deutscher Verwaltungsbeamter und Dahlienzüchter
- Moes, Jeannot (* 1948), luxemburgischer Fußballspieler
- Moes, Richard (1887–1968), deutscher Politiker (CDU), Bürgermeister
- Moes, Wally (1856–1918), niederländische Malerin, Grafikerin und Schriftstellerin
- Moeschal, Jacques (1900–1956), belgischer Fußballspieler
- Moeschinger, Albert (1897–1985), Schweizer Komponist
- Moeschke, Paul (1899–1972), deutscher Politiker (SPD)
- Moeschke-Poelzig, Marlene (1894–1985), deutsche Bildhauerin und Architektin
- Moeschlin, Felix (1882–1969), Schweizer Schriftsteller, Journalist und Nationalrat
- Moeschlin, Sven (1910–2005), Schweizer Arzt, Hämatologe, Toxikologe und Autor
- Moeschlin, Walter Johannes (1902–1961), Schweizer Maler, Illustrator, Lyriker und Kunstkritiker
- Moeschlin-Hammar, Elsa (1879–1950), schwedisch-schweizerische Malerin, Grafikerin, Illustratorin und Autorin
- Moeschter, Kurt (1903–1959), deutscher Ruderer, Olympiasieger 1928
- Moese, Felix (* 1980), deutscher Radiomoderator und DJ
- Moese, Willy (1927–2007), deutscher Comiczeichner und Karikaturist
- Moeselagen, Jean (1827–1920), Genremaler der Düsseldorfer Schule
- Moeser, Carl (1774–1851), deutscher Geiger und Kapellmeister
- Moeser, Duanne (* 1963), deutsch-kanadischer Eishockeyspieler und -funktionärDuanne Moeser (* 1963)

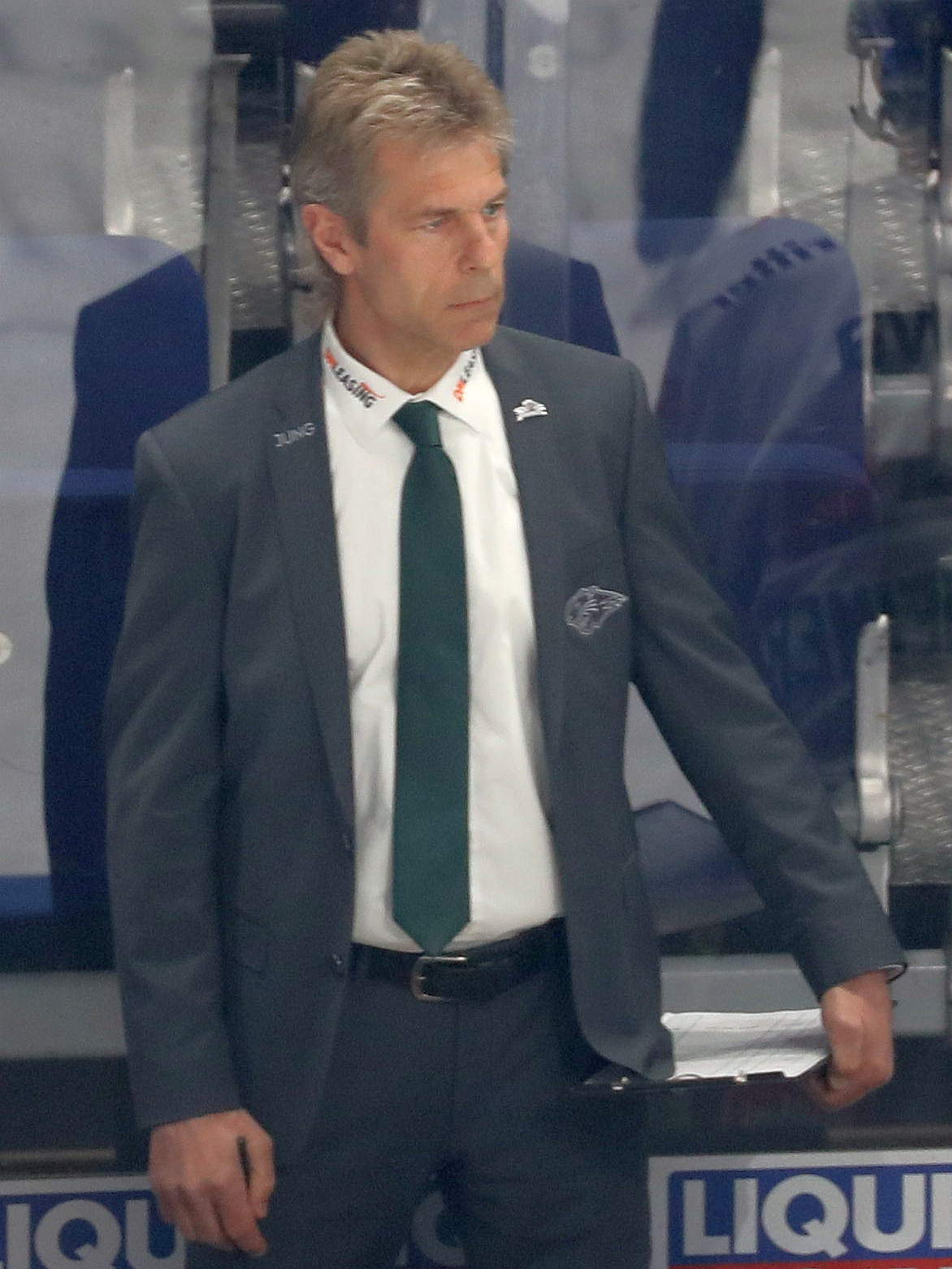
Duanne Moeser (* 1963)

- Moeser, Karl (1837–1888), österreichischer Architekt
- Moeser, Karl (1877–1963), österreichischer Historiker
- Moeseritz, Tim (* 1960), deutscher Schauspieler und Synchronsprecher
- Moesgaard, Jens-Christian (* 1963), dänischer Numismatiker und Mittelalterhistoriker
- Moeskops, Piet (1893–1964), niederländischer Radrennfahrer
- Moesle, Stephan (1874–1951), Staatssekretär im Reichsministerium der Finanzen während der Weimarer Republik
- Moesser, Peter (1915–1989), deutscher Komponist
- Moessinger, Irene (* 1949), deutsche Unternehmerin und Kulturmanagerin
- Moessner, Lilo (* 1941), deutsche Anglistin, Sprachwissenschaftlerin und Hochschullehrerin
- Moessner, Roderich, deutscher Physiker für Theoretische Physik
- Moest, Friedrich (1867–1948), deutscher Schauspieler, Spielleiter und Lehrer
- Moest, Hermann (1868–1945), deutscher Akt- und Figurenmaler
- Moest, Hubert (1877–1953), deutscher Filmregisseur, Schauspieler, Filmproduzent und Drehbuchautor
- Moest, Josef (1873–1914), deutscher Bildhauer
- Moest, Karl Friedrich (1838–1923), deutscher Bildhauer
- Moest, Richard (1841–1906), deutscher Bildhauer, Restaurator und Kunstsammler der Neugotik
- Moest, Rudolf (1872–1919), deutscher Opernsänger (Bass, Bariton)
- Moesta, Anette (* 1967), deutsche Politikerin (CDU), MdL
- Moesta, Carlheinz (1928–2024), deutscher Politiker (SPD), MdL (Rheinland-Pfalz) und Journalist
- Moesta, Georg (* 1963), deutscher Rechtsanwalt und Verfassungsrichter
- Moesta, Rebecca (* 1956), US-amerikanische Schriftstellerin
- Moestl, Bernhard (* 1970), österreichischer Fotograf, Autor und Vortragsredner
- Moestrup, Mette (* 1969), dänische Poetin und Schriftstellerin
- Moestrup, Øjvind (* 1941), dänischer Botaniker mit Spezialisierung in Meeresbiologie
- Moestwanted, deutscher DJ und Musikproduzent
- Moesus, Johannes (* 1955), deutscher Dirigent

### Moet
- Moët, Claude (1683–1760), französischer Winzer und Weinhändler
- Moeti, John (1967–2023), südafrikanischer Fußballspieler
- Moeti, Matshidiso, Ärztin

### Moeu
- Moeur, Benjamin Baker (1869–1937), US-amerikanischer Politiker

### Moev
- Moevi, Gilbert (1934–2022), französischer Fußballspieler

### Moew
- Moewes, Carl Eduard (1799–1851), deutscher Politiker
- Moewes, Erich (1875–1951), deutscher Verwaltungsjurist
- Moewes, Ernst (1885–1971), deutscher Politiker (SPD), Mitglied der Stadtverordnetenversammlung von Groß-Berlin
- Moewes, Günther (* 1935), deutscher Architekt, Wirtschaftswissenschaftler und Publizist
- Moewes, Winfried (1939–1994), deutscher Geograf, Hochschullehrer und Fachbuchautor
- Moewus, Franz (1908–1959), deutscher Biologe

### Moey
- Moeyaert, Bart (* 1964), flämischer Kinderautor, Jugendbuchautor und Dichter